# وتشتتن
وتشتتن (به آلمانی: Wettstetten) یک شهر در آلمان است که در آیشتت واقع شده‌است.

## خصوصیات
وتشتتن ۱۲٫۴۹ کیلومترمربع مساحت دارد ۳۸۶ متر بالاتر از سطح دریا واقع شده‌است.